# 李建中 (1965年)
李建中（1965年5月—），男，河南陕县人，中华人民共和国政治人物，曾任安徽省人民政府副省长、安徽省公安厅厅长、湖南省人民政府副省长。现任湖南省政协副主席。

## 生平
1984年毕业于河南省人民警察学校，之后进入河南省公安厅工作。2003年10月，任河南省公安厅副厅长；2008年10月，任河南省公安厅党委副书记、常务副厅长；2013年8月，任安徽省省长助理、安徽省公安厅厅长；2013年11月，兼任中共安徽省委政法委副书记。2015年1月，任安徽省人民政府副省长，同时担任安徽省公安厅厅长、省委政法委副书记。
2022年5月，转任湖南省人民政府副省长。
2025年1月，任湖南省政协副主席。